# کاتی یا کولد
کاتی یا کولد (اوکراینی: Катерина Петрівна Кондратенко؛ زادهٔ ۱۲ ژوئیهٔ ۱۹۷۸) موسیقی‌دان اهل اوکراین است. وی از سال ۱۹۹۶ میلادی تاکنون مشغول فعالیت بوده‌است.